# Trogulus gypseus
Trogulus gypseus is een hooiwagen uit de familie kaphooiwagens (Trogulidae).